# Ficus scassellatii
Ficus scassellatii är en mullbärsväxtart. Ficus scassellatii ingår i släktet fikonsläktet, och familjen mullbärsväxter.

## Underarter
Arten delas in i följande underarter:
- F. s. scassellatii
- F. s. thikaensis